# 舟齿闪腹蛛
舟齿闪腹蛛（学名：Hypselistes acutidens）为皿蛛科闪腹蛛属的动物。在中国大陆，分布于湖北等地。该物种的模式产地在湖北神农架)。